# Ministerio de Industria, Energía y Minería de Uruguay
El Ministerio de Industria, Energía y Minería de Uruguay es la secretaría de estado encargada de la formulación y promoción de las políticas industriales, energéticas y mineras del país.

## Creación
Es creado en 1907 a instancias del presidente de la República Claudio Williman quien decide otorgarle la denominación de Ministerio  de  Industrias,  Trabajo e Instrucción Pública otorgándole las competencias  específicas como: la ganadería, la agricultura, la policía, la sanitaria animal, la inmigración y colonización. Su primer titular fue Gabriel Terra.
En 1911 se profundiza una nueva modificación en su denominación y competencias, pasando a llamarse como Ministerio de Industrias, Trabajo y Comunicaciones. En 1935 se produce una nueva reorganización ministerial y comienza a ocuparse únicamente de la Industria y el Trabajo, hasta que nuevamente en el año 1967 pasa es convertido en el Ministerio de Industrias y Comercio. En 1974, en otro proceso de reorganización pasa a denominarse Ministerio de Industrias y Energía, hasta que finalmente, en 1991 recibe su estructura actual y pasa a denominarse Ministerio de Industrias, Energía y Minería.

## Cometidos
El Ministerio de Industria, Energía y Minería debe cumplir sus cometidos fundamentales:
- Formular las políticas industrial, energética y minera del país.
- Promover el desarrollo industrial, energético y minero, a través de las actividades económicas que cumplan con los objetivos establecidos en los planes de desarrollo del país.
- Ejecutar la política de marcas y patentes del país.
- Incentivar la investigación tecnológica y de los recursos del subsuelo.
- Proyectar la política nuclear, así como realizar la promoción de la tecnología y seguridad nuclear y protección radiológica.
- Planificar, coordinar y realizar actividades de promoción y fomento a nivel nacional e internacional de las artesanías y de las pequeñas y medianas empresas (PYMES).

## Estructura
La actual ministra de Industria, Energía y Minería es desde el 1° de marzo de 2025, Fernanda Cardona.
En el ejercicio actual (2025-2030) tiene a su cargo las siguientes unidades ejecutoras:
- Dirección Nacional de Industrias (DNI)
- Dirección Nacional de la Propiedad Industrial (DNPI)
- Dirección Nacional de Aplicaciones de la Tecnología Nuclear (DINATEN)
- Dirección Nacional de Minería y Geología (DINAMIGE)
- Dirección Nacional de Energía (DNE)
- Dirección Nacional de Artesanías, Pequeñas y Medianas Empresas (DINAPYME)
- Dirección Nacional de Telecomunicaciones y Servicios de Comunicación Audiovisual (DINATEL)
- Autoridad Reguladora Nacional en Radioprotección (ARNR)

## Titulares
Para ver la integración de dicho Ministerio anterior a 1967, véase Ministerio de Industria y Trabajo.
| Ministro                                   | Mandato                  | Mandato                  | Mandato                      | Partido                  | Presidente                                  |                           |
| Ministro                                   | Nombramiento             | Cese                     | Duración                     | Partido                  | Presidente                                  | Ref.                      |
| ------------------------------------------ | ------------------------ | ------------------------ | ---------------------------- | ------------------------ | ------------------------------------------- | ------------------------- |
| Julio Lacarte Muró                         | 1 de marzo de 1967       | 27 de junio de 1967      | 3 meses                      | Partido Colorado         | Óscar Gestido                               |                           |
| Zelmar Michelini                           | 28 de junio de 1967      | 10 de octubre de 1967    | 4 meses                      | Partido Colorado         | Óscar Gestido                               |                           |
| Horacio Abadie Santos                      | 31 de octubre de 1967    | 19 de marzo de 1968      | 5 meses                      | Partido Colorado         | Óscar Gestido                               |                           |
| Santiago de Brum Carbajal                  | 19 de marzo de 1968      | 2 de mayo de 1968        |                              | Partido Colorado         | Jorge Pacheco                               |                           |
| Jorge Peirano Facio                        | 3 de mayo de 1968        | 6 de junio de 1969       |                              | Partido Colorado         | Jorge Pacheco                               |                           |
| Venancio Flores                            | 6 de junio de 1969       | 14 de septiembre de 1969 |                              | Unión Cívica del Uruguay | Jorge Pacheco                               |                           |
| Julio María Sanguinetti                    | 15 de septiembre de 1969 | 2 de abril de 1971       |                              | Partido Colorado         | Jorge Pacheco                               |                           |
| Juan Pedro Amestoy                         | 2 de abril de 1971       | 1 de marzo de 1972       |                              | ----                     | Jorge Pacheco                               |                           |
| Jorge Echevarría Leúnda                    | 1 de marzo de 1972       | 9 de junio de 1972       |                              | ----                     | Juan María Bordaberey                       |                           |
| Luis Balparda Blengio                      | 9 de junio de 1972       | 17 de mayo de 1973       |                              | Partido Nacional         | Juan María Bordaberey                       |                           |
| Jorge Presno Harán                         | 29 de mayo de 1973       | 11 de julio de 1973      |                              | Partido Nacional         | Juan María Bordaberey                       |                           |
| Ministros de Industria y Energía           |                          |                          |                              |                          |                                             |                           |
| José Etcheverry Stirling¹                  | 11 de julio de 1973      | 12 de julio de 1974      |                              | Partido Nacional         | Juan María Bordaberry (Presidente de facto) |                           |
| Adolfo Cardoso Guani¹                      | 13 de agosto de 1974     | 1 de septiembre de 1976  |                              | Sin filiación conocida   | Juan María Bordaberry (Presidente de facto) |                           |
| Luis Heriberto Meyer¹                      | 1 de septiembre de 1976  | 7 de mayo de 1980        |                              | Sin filiación conocida   | Aparicio Mendez (Presidente de facto)       |                           |
| Francisco Tourreilles¹                     | 8 de mayo de 1980        | 7 de junio de 1982       |                              | Sin filiación conocida   | Aparicio Mendez (Presidente de facto)       |                           |
| Walter Lusiardo Aznárez¹                   | 7 de junio de 1982       | 15 de diciembre de 1982  |                              | Sin filiación conocida   | Gregorio Álvarez (Presidente de facto)      |                           |
| Juan Chiarino Rossi¹                       | 15 de diciembre de 1982  | 1 de marzo de 1984       |                              | Sin filiación conocida   | Gregorio Álvarez (Presidente de facto)      |                           |
| Filiberto Ginzo Gil¹                       | 1 de marzo de 1984       | 1 de marzo de 1985       |                              | Sin filiación conocida   | Gregorio Álvarez (Presidente de facto)      |                           |
| Carlos Pirán                               | 1 de marzo de 1985       | 2 de abril de 1986       |                              | Partido Colorado         | Julio María Sanguinetti                     |                           |
| Jorge Presno Harán                         | 2 de abril de 1986       | 1 de marzo de 1990       |                              | Partido Nacional         | Julio María Sanguinetti                     |                           |
| Ministerio de Industria, Energía y Minería |                          |                          |                              |                          |                                             |                           |
| Augusto Montesdeoca                        | 1 de marzo de 1990       | 10 de febrero de 1992    |                              | Partido Colorado         | Luis Lacalle Herrera                        |                           |
| Eduardo Ache                               | 11 de febrero de 1992    | 4 de mayo de 1994        |                              | Partido Colorado         | Luis Lacalle Herrera                        |                           |
| Miguel Ángel Galán                         | 6 de mayo de 1994        | 1 de marzo de 1995       |                              | Partido Nacional         | Luis Lacalle Herrera                        |                           |
| Federico Slinger                           | 1 de marzo de 1995       | 23 de diciembre de 1996  |                              | Unión Cívica             | Julio María Sanguinetti                     |                           |
| Julio Herrera                              | 23 de diciembre de 1996  | 10 de enero de 2000      |                              | Partido Colorado         | Julio María Sanguinetti                     |                           |
| Primavera Garbarino                        | 10 de enero de 2000      | 1 de marzo de 2000       |                              | Partido Colorado         | Julio María Sanguinetti                     |                           |
| Sergio Abreu                               | 1 de marzo de 2000       | 13 de noviembre de 2002  | 2 años 8 meses y 12 días     | Partido Nacional         | Jorge Batlle                                |                           |
| Pedro Bordaberry                           | 13 de noviembre de 2002  | 12 de septiembre de 2003 | 10 meses                     | Partido Colorado         | Jorge Batlle                                |                           |
| José Villar                                | 12 de septiembre de 2003 | 1 de marzo de 2005       | 1 año, 5 meses y 17 días     | Partido Colorado         | Jorge Batlle                                |                           |
| Jorge Lepra                                | 1 de marzo de 2005       | 3 de marzo de 2008       | 3 años y 2 días              | Sin filiación partidaria | Tabaré Vázquez                              |                           |
| Daniel Martínez                            | 3 de marzo de 2008       | 31 de agosto de 2009     | 1 año, 5 meses y 28 días     | Frente Amplio            | Tabaré Vázquez                              |                           |
| Raúl Fernando Sendic                       | 31 de agosto de 2009     | 1 de marzo de 2010       | 5 meses y 29 días            | Frente Amplio            | Tabaré Vázquez                              |                           |
| Roberto Kreimerman                         | 1 de marzo de 2010       | 21 de mayo de 2014       | 4 años, 2 meses y 20 días    | Frente Amplio            | José Mujica                                 | 4 años, 2 meses y 20 días |
| Edgardo Ortuño (interino)                  | 22 de mayo de 2014       | 7 de junio de 2014       | 16 días                      | Frente Amplio            | José Mujica                                 |                           |
| Roberto Kreimerman                         | 9 de junio de 2014       | 21 de octubre de 2014    | 4 meses y 12 días            | Frente Amplio            | José Mujica                                 |                           |
| Edgardo Ortuño                             | 22 de octubre de 2014    | 28 de febrero de 2015    | 4 meses y 6 días             | Frente Amplio            | José Mujica                                 |                           |
| Carolina Cosse                             | 1 de marzo de 2015       | 29 de enero de 2019      | 3 años, diez meses y 28 días | Frente Amplio            | Tabaré Vázquez                              | [ 3 ]                     |
| Guillermo Moncecchi                        | 29 de enero de 2019      | 29 de febrero de 2020    | 1 año y un mes               | Frente Amplio            | Tabaré Vázquez                              |                           |
| Omar Paganini                              | 1 de marzo de 2020       | 4 de noviembre de 2023   | 3 años y ocho meses          | Partido Nacional         | Luis Lacalle Pou                            | [ 4 ]                     |
| Elisa Facio                                | 6 de noviembre de 2023   | 28 de febrero de 2025    | 1 año, 3 meses y 22 días     | Partido Nacional         | Luis Lacalle Pou                            | [ 5 ]                     |
| Fernanda Cardona                           | 1 de marzo de 2025       | En el cargo              |                              | Frente Amplio            | Yamandú Orsi                                | [ 6 ]                     |

¹ Ministros del gobierno cívico-militar (1973-1985).